# Björnerödspiggen
Björnerödspiggen é a maior elevação da província histórica da Bohuslän.
O seu ponto mais alto tem 222 metros.
Está localizada a nordeste da cidade de Strömstad, na proximidade do fiorde de Idefjorden.
O seu topo tem uma forma achatada, havendo a destacar um montículo de pedras da Idade do Bronze, com cerca de 3000 anos.
O local é ponto de passagem da trilha de Bohusleden, um percurso pedestre na província histórica sueca da Bohuslän, com cerca de 370 km. 